# Provincia di Catanduanes
Catanduanes è una provincia e un'isola delle Filippine nella regione del Bicol.
Il capoluogo provinciale è Virac.

## Geografia antropica

### Suddivisioni amministrative
La provincia di Catanduanes è divisa in 11 municipalità:
- Bagamanoc
- Baras
- Bato
- Caramoran
- Gigmoto
- Pandan
- Panganiban
- San Andres
- San Miguel
- Viga
- Virac